# 천장전대 고세이저의 에피소드 목록
아래는 일본 토에이의 34번째 슈퍼 전대 시리즈인 천장전대 고세이저의 방영 목록이다.
- 각 에피소드는 "에픽"(Epic)으로 표기합니다.
- 2010년 7월 11일에는 제65회 전미 여자 골프 오픈 시즌의 제3일차의 방영에 따라, 2011년 1월 2일에는 신년 방송에 따라 결방되었습니다.
- 각 괴수의 성우 및 이름의 유래는 우주학멸군단 워스타·지구희옥집단 유마수·기계어오제국 마트린티스의 각 단락에 언급되어 있습니다.
- 번역된 제목 및 괴수의 명칭은 TV 아사히나 수입자의 공식 번안이 아니며, 일본어 표기법 및 한글로 옮겼을 때의 표기법은 위키백과에서 준용하고 있는 국립국어원의 일본어 표기법과 한글 맞춤법을 따랐습니다. 또한 괴수의 이름 중 가타카나 부분 (の(의) 뒷부분)은 영어판의 번역을 선례로 참조하여 글자 그대로 옮겼습니다. 단, 장음은 생략하였습니다. 따라서 수입 시 공식 번안이 현재의 번안과 다를 경우 표기가 달라질 수 있습니다.

| 방송일           | 화수    | 에피소드 제목                                                                                                 | 등장 괴수 | 각본              | 감독              |
| ---------------- | ------- | --- | --- | ----------------- | ----------------- |
| 2010년 2월 14일  | Epic 1  | 호성천사, 강림 (일본어: 護星天使, 降臨 고세이텐시, 고린[*])                                                   | - 덩어리의 미조구 (베라스카 성인) | 요코테 미치코     | 나가이시 다카오   |
| 2010년 2월 21일  | Epic 2  | 판타스틱 고세이저 (일본어: ファンタスティック·ゴセイジャー 환타스팃쿠 고세이자[*])                            | - UFO의 자루왓쿠 (구바이델 성인) | 요코테 미치코     | 나가이시 다카오   |
| 2010년 2월 28일  | Epic 3  | 랜딕 파워, 분열 (일본어: ランディックパワー, 分裂 란딧쿠 파와, 분레쓰[*])                                     | - 빙설의 유제이쿠스 (가류스 성인) | 요코테 미치코     | 모로타 사토시     |
| 2010년 3월 7일   | Epic 4  | 울려라, 천사의 노래 (일본어: 響け, 天使の歌 히비케, 덴시노 우타[*])                                           | - 뮤직의 마즈아타 (톳케리쿠 성인) | 요코테 미치코     | 모로타 사토시     |
| 2010년 3월 14일  | Epic 5  | 매지컬 하이드 (일본어: マジカル·ハイド 마지카루 하이도[*])                                                    | - 유행성 감기의 우추세루조 (버근테스 성인)                                                                                            | 아라카와 나루히사 | 다케모토 노보루   |
| 2010년 3월 21일  | Epic 6  | 브레이크 아웃 고세이저 (일본어: ブレイクアウト·ゴセイジャー 부레이쿠아우토 고세이자[*])                       | - 위타천의 히도 (이라분고라 성인) | 아라카와 나루히사 | 다케모토 노보루   |
| 2010년 3월 28일  | Epic 7  | 대지를 지켜라! (일본어: 大地を護れ! 다이치오 마모레![*])                                                      | - 연구의 아바우타 (즈테라메도롭 성인)                                                                                                 | 야마토야 아카쓰키 | 와타나베 가쓰야   |
| 2010년 4월 4일   | Epic 8  | 고세이 파워, 폭주 (일본어: ゴセイパワー, 暴走 고세이파와, 보소[*])                                            | - 난센스의 판다호 (토츠네호 성인) | 야마토야 아카쓰키 | 와타나베 가쓰야   |
| 2010년 4월 11일  | Epic 9  | 갓차☆고세이 걸즈 (일본어: ガッチャ☆ゴセイガールズ 갓차☆고세이 가루즈[*])                                      | - 여왕벌의 이리안 (브스와 성인) | 요코테 미치코     | 나카자와 쇼지로   |
| 2010년 4월 18일  | Epic 10 | 하이드의 동료 (일본어: ハイドの相棒 하이도노 아이보[*])                                                       | - 5000도의 쿠사스니고 (루비우 성인)                                                                                                   | 요코테 미치코     | 나카자와 쇼지로   |
| 2010년 4월 25일  | Epic 11 | 스파크 랜딕 파워 (일본어: スパーク·ランディックパワー 스파쿠 란딧쿠파와[*])                                   | - 전격의 요쿠바반가 (다이케시 성인)                                                                                                   | 아라카와 나루히사 | 가토 히로유키     |
| 2010년 5월 2일   | Epic 12 | 미라클 고세이 헤더 대집합 (일본어: ミラクル·ゴセイヘッダー大集合 미라쿠루 고세이헷다 다이슈고[*])             | - 우주학멸군단 워스타 - 혹성의 몬스 도레이쿠 (몬스 성인) - 유성의 데레푸타 (즈틴마 성인)                                              | 아라카와 나루히사 | 가토 히로유키     |
| 2010년 5월 9일   | Epic 13 | 달려라! 미스틱 러너 (일본어: 走れ!ミスティックランナー 하시레! 미스팃쿠 란나[*])                              | - 변종의 파와도다쿠 (호근로 성인) | 야마토야 아카쓰키 | 다케모토 노보루   |
| 2010년 5월 16일  | Epic 14 | 최강 태그 탄생 (일본어: 最強タッグ誕生! 사이쿄 탓쿠 탄조![*])                                                 | - 위성의 타게이트 (사이라고 성인) | 야마토야 아카쓰키 | 다케모토 노보루   |
| 2010년 5월 23일  | Epic 15 | 카운트 다운! 지구의 생명 (일본어: カウントダウン! 地球（ほし）の命 카운토다운! 호시노 이노치[*])              | - 우주학멸군단 워스타 - 몬스 도레이쿠 - 혜성의 부레도란                                                                               | 요코테 미치코     | 나카자와 쇼지로   |
| 2010년 5월 30일  | Epic 16 | 다이나믹 아라타 (일본어: ダイナミックアラタ 다이나밋쿠 아라타[*])                                             | - 데레푸타 | 요코테 미치코     | 나카자와 쇼지로   |
| 2010년 6월 6일   | Epic 17 | 새로운 적! 유마수 (일본어: 新たな敵!幽魔獣 아라타나 테키! 유마주[*])                                          | - 지구희옥집단 유마수 - 블롭의 마쿠인 - 빅풋의 킹곤 - 츠치노코의 토마레즈                                                             | 아라카와 나루히사 | 가토 히로유키     |
| 2010년 6월 13일  | Epic 18 | 별을 정화하는 숙명의 기사 (일본어: 地球（ほし）を浄める宿命の騎士 호시오 기요메루 슈쿠메이노 기시[*])         | - 미라의 제이부 - 추파카브라의 부레도란                                                                                               | 아라카와 나루히사 | 가토 히로유키     |
| 2010년 6월 20일  | Epic 19 | 고세이 나이트는 허락하지 않는다 (일본어: ゴセイナイトは許さない 고세이나이토와 유루사나이[*])                 | - 갓파의 기에무로 | 야쓰데 사부로     | 다케모토 노보루   |
| 2010년 6월 27일  | Epic 20 | 폴 인 러브 고세이저 (일본어: フォーリンラブ·ゴセイジャー 호린라부 고세이자[*])                                | - 게사란파사란의 페사란자 | 시타야마 겐토     | 다케모토 노보루   |
| 2010년 7월 4일   | Epic 21 | 엘리건트 에리 (일본어: エレガント·エリ 에레간토 에리[*])                                                      | - 그렘린의 와라이코조 | 요코테 미치코     | 나가이시 다카오   |
| 2010년 7월 18일  | Epic 22 | 오버 더 레인보우 (일본어: オーバー·ザ·レインボー 오바 자 레인보[*])                                           | - 네시의 우오보우즈 | 요코테 미치코     | 나가이시 다카오   |
| 2010년 7월 25일  | Epic 23 | 타올라라! 고세이저 (일본어: 燃えろ!ゴセイジャー 모에로 고세이자[*])                                           | - 스카이 피쉬의 자이고 | 아라카와 나루히사 | 나카자와 쇼지로   |
| 2010년 8월 1일   | Epic 24 | 미라클 어택 고세이저 (일본어: ミラクルアタック·ゴセイジャー 미라쿠루아탓쿠 고세이자[*])                       | - 브로켄 요괴의 세맛타레이 - 유마수 군단                                                                                              | 아라카와 나루히사 | 나카자와 쇼지로   |
| 2010년 8월 8일   | Epic 25 | 노스탤직 모네 (일본어: ノスタルジック·モネ 노스타루짓쿠 모네[*])                                              | - 요정의 사라와라테이루 | 시타야마 겐토     | 가토 히로유키     |
| 2010년 8월 15일  | Epic 26 | 호성천사, 폭소! (일본어: 護星天使, 爆笑! 고세이텐시, 바쿠쇼![*])                                              | - 텐구의 힛토 | 시타야마 겐토     | 가토 히로유키     |
| 2010년 8월 22일  | Epic 27 | 눈을 떠라, 아그리! (일본어: 目覚めろ, アグリ! 메자메로, 아구리![*])                                           | - 인어의 조곤 | 요코테 미치코     | 다케모토 노보루   |
| 2010년 8월 29일  | Epic 28 | 아버지의 보물 (일본어: おとうさんの宝物 오토산노 다카라모노[*])                                               | - 차광기토우의 피카리메 | 요코테 미치코     | 다케모토 노보루   |
| 2010년 9월 5일   | Epic 29 | 고세이저를 봉인해라! (일본어: ゴセイジャーを封印せよ! 고세이자오 후인세요![*])                                | - 유마수 - 마쿠인 - 킹곤 - 부레도란                                                                                                   | 요코테 미치코     | 나카자와 쇼지로   |
| 2010년 9월 12일  | Epic 30 | 로맨틱 에리 (일본어: ロマンティック·エリ 로만팃쿠 에리[*])                                                    | - 바쿠의 에루무가이무 | 가무라 준코       | 나카자와 쇼지로   |
| 2010년 9월 19일  | Epic 31 | 네버 기브 업! 고세이저 (일본어: ネバーギブアップ!ゴセイジャー 네바 기부 앗푸! 고세이자[*])                    | - 유마수 - 마쿠인 - 킹곤 | 아라카와 나루히사 | 가토 히로유키     |
| 2010년 9월 26일  | Epic 32 | 궁극의 기적을 일으켜라! (일본어: 究極の奇跡を起こせ! 규쿄쿠노 기세키오 오코세![*])                            | - 유마수 - 마쿠인 - 킹곤 | 아라카와 나루히사 | 가토 히로유키     |
| 2010년 10월 3일  | Epic 33 | 공포의 마트린티스 제국 (일본어: 恐怖のマトリンティス帝国 교후노 마토린티스 데이코쿠[*])                       | - 기계어오제국 마트린티스 - 텐사이의 로보고그 황제 - 에이전트의 메탈 A - 실드의 잔 KT                                                 | 야쓰데 사부로     | 와타나베 가쓰야   |
| 2010년 10월 10일 | Epic 34 | 고세이 나이트 저스티스 (일본어: ゴセイナイト・ジャスティス 고세이 나이토 자스티스[*])                         | - 실드의 잔 KT2 | 요코테 미치코     | 와타나베 가쓰야   |
| 2010년 10월 17일 | Epic 35 | 퍼펙트 리더를 찾아라! (일본어: パーフェクトリーダーを探せ! 파펙토 리다오 사가세![*])                          | - 마하의 즈텔 S | 가무라 준코       | 나카자와 쇼지로   |
| 2010년 10월 24일 | Epic 36 | 달려라, 아그리! (일본어: 走れ、アグリ！ 하시레, 아구리![*])                                                   | - 스캔의 바자루소 LJ | 이시바시 다이스케 | 나카자와 쇼지로   |
| 2010년 10월 31일 | Epic 37 | 익사이트 모네 (일본어: エキサイト・モネ 에키사이토 모네[*])                                                   | - 바이탈의 아도보루테 G | 요코테 미치코     | 가토 히로유키     |
| 2010년 11월 7일  | Epic 38 | 앨리스 vs 고세이 나이트 (일본어: アリスVSゴセイナイト 아리스 부이에스 고세이 나이토[*])                       | - 에이전트의 메탈 A | 요코테 미치코     | 가토 히로유키     |
| 2010년 11월 14일 | Epic 39 | 에픽 제로 (일본어: エピック・ゼロ 에핏쿠 제로[*])                                                             | - 타이머의 바쿠토후지 ER | 요코테 미치코     | 와타나베 가쓰야   |
| 2010년 11월 21일 | Epic 40 | 스트롱 아라타 (일본어: ストロング・アラタ 스트롱구 아라타[*])                                                 | - 타이머의 바쿠토후지 ER | 요코테 미치코     | 와타나베 가쓰야   |
| 2010년 11월 28일 | Epic 41 | 폭발! 동료의 유대 (일본어: 爆発!仲間の絆 바쿠하츠! 나카마노 키즈나[*])                                        | - 뉴트럴의 아인 I | 시모야마 겐토     | 스즈무라 노부히로 |
| 2010년 12월 5일  | Epic 42 | 정열적 하이드 (일본어: 情熱的ハイド 조네츠테키 하이도[*])                                                     | - 이미테이션의 사로게 DT | 가무라 준코       | 스즈무라 노부히로 |
| 2010년 12월 12일 | Epic 43 | 제국 총공격 일본어: 帝国総攻撃 테이코쿠 소코게키[*])                                                          | - 슛의 잔 KT3 | 시모야마 겐토     | 가토 히로유키     |
| 2010년 12월 19일 | Epic 44 | 궁극의 최종 결전 (일본어: 究極の最終決戦 큐쿄쿠노 사이슈켓센[*])                                              | - 황제 천재의 로보고그 - 에이전트의 메탈 A - 사이보그의 브레드RUN                                                                     | 시모야마 겐토     | 가토 히로유키     |
| 2010년 12월 26일 | Epic 45 | 구성주, 탄생 (일본어: 救星主、誕生 큐세이슈, 탄조[*])                                                         | - 사이보그의 브레드RUN → 구성주의 브라지라                                                                                            | 요코테 미치코     | 가토 히로유키     |
| 2011년 1월 9일   | Epic 46 | 노려진 고세이 나이트 (일본어: 狙われたゴセイナイト 네라와레타 고세이 나이토[*])                               | - 오르토우로스 헤더의 나모노 가타리                                                                                                   | 요코테 미치코     | 와타나베 가쓰야   |
| 2011년 1월 16일  | Epic 47 | 지구구성계획의 함정 (일본어: 地球救星計画の罠)                                                                | - 유니베로스 헤더의 바리 보루 다라 (47화) - 히드라판 헤더의 로오자리 (47화 ~ 48화) - 그랜디온 헤더의 다크 고세이 나이트 (47화 ~ 48화) | 요코테 미치코     | 와타나베 가쓰야   |
| 2011년 1월 23일  | Epic 48 | 싸우는 고세이 파워 (일본어: 闘うゴセイパワー 타타카우 고세이 파와[*])                                         | - 유니베로스 헤더의 바리 보루 다라 (47화) - 히드라판 헤더의 로오자리 (47화 ~ 48화) - 그랜디온 헤더의 다크 고세이 나이트 (47화 ~ 48화) | 요코테 미치코     | 와타나베 가쓰야   |
| 2011년 1월 30일  | Epic 49 | 미래로의 싸움 (일본어: 未来への闘い 미라이에노 타타카이[*])                                                   | - 구성주의 브라지라 | 요코테 미치코     | 다케모토 노보루   |
| 2011년 2월 6일   | Epic 50 | 별을 지키는 것은 천사의 사명 (최종회) (일본어: 地球（ほし）を護るは天使の使命 호시오 마모루와 텐시노 시메[*]) | - 구성주의 브라지라 | 요코테 미치코     | 다케모토 노보루   |